# Vasilisa Volochova
Vasilisa Volochova, ryska: Василиса Волохова, levde 1591, var en rysk hovfunktionär. 
Hon var guvernant till den ryske tronföljaren Dmitrij av Uglich. Hon uppges ha spelat en roll i mordet på tronarvingen år 1591.